# Saint-Laurent-de-Cuves
Pour les articles homonymes, voir Saint-Laurent.
Saint-Laurent-de-Cuves est une commune française, située dans le département de la Manche en région Normandie, peuplée de 499 habitants.

## Géographie
La commune est au nord de l'Avranchin. Son bourg est à 4,5 km au nord-est de Brécey, à 5 km à l'ouest de Saint-Pois et à 15 km au sud-est de Villedieu-les-Poêles.
Saint-Laurent-de-Cuves est dans le bassin de la Sée qui délimite le territoire au sud. Deux de ses affluents parcourent ou bordent le territoire communal : le ruisseau de Saint-Laurent — appelé ruisseau du Moulin de Coulouvray dans sa partie supérieure — qui passe par le bourg puis marque la limite au sud-ouest, et le Glanon qui borde la commune à l'est. Leurs propres affluents complètent le drainage des eaux communales, dont le ruisseau du Grand Melon pour le Glanon, et les ruisseaux de la Touche et de la Chaussée pour le ruisseau de Saint-Laurent.
Le point culminant (226 m) se situe au sommet d'une colline près de la limite nord-est du territoire et du lieu-dit la Hogue. Le point le plus bas (32 m) correspond à la sortie de la Sée du territoire, à la confluence du ruisseau de Saint-Laurent, au sud-ouest. La commune est bocagère.
| Saint-Martin-le-Bouillant | Coulouvray-Boisbenâtre | Coulouvray-Boisbenâtre |
| Les Loges-sur-Brécey      | Saint-Laurent-de-Cuves | Saint-Pois             |
| Brécey, Les Cresnays      | Cuves                  | Cuves                  |

### Hydrographie
La commune est située dans le bassin Seine-Normandie. Elle est drainée par la Sée, le Glanon, le ruisseau de la Chaussee, le ruisseau de Saint-Laurent, le ruisseau du Grand Melon, le bras 01 de la Brisolière, le cours d'eau 01 de la Brisolière, le fossé 01 de Forien, le fossé 01 de la Basse Garlière, le fossé 01 de la Chaulourie, le fossé 01 de la Herpellière, le ruisseau de la Touche et la Sée,,.
La Sée, d'une longueur de 79 km, prend sa source dans la commune de Sourdeval et se jette  dans le golfe de Saint-Malo en limite du Val-Saint-Père et de Vains, après avoir traversé 20 communes. 

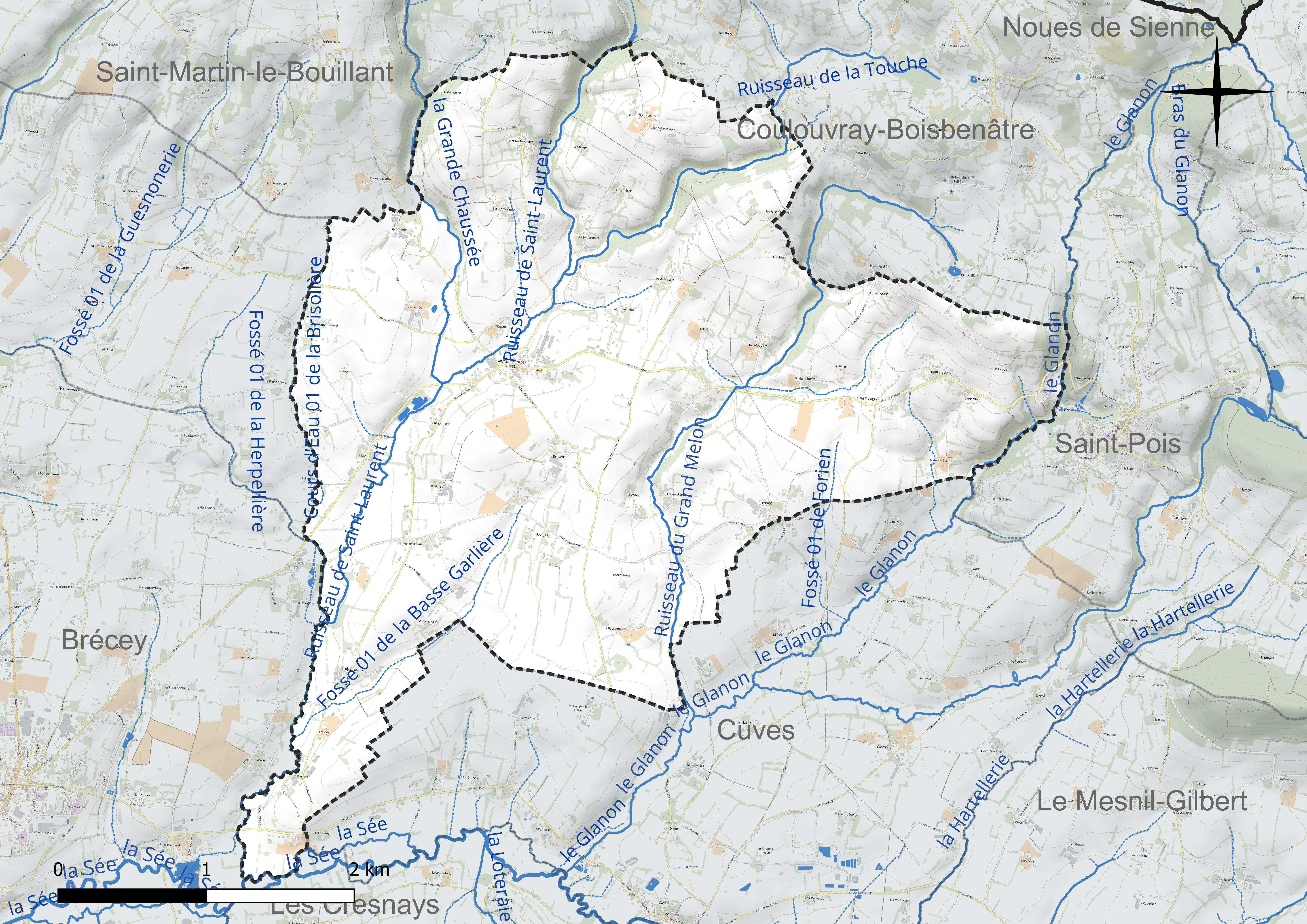
Réseau hydrographique de Saint-Laurent-de-Cuves.

Le Glanon, d'une longueur de 12 km, prend sa source dans la commune de Noues de Sienne et se jette  dans la Sée à Cuves, après avoir traversé six communes. 

### Climat
Pour des articles plus généraux, voir Climat de la Normandie et Climat de la Manche.
En 2010, le climat de la commune est de type climat océanique franc, selon une étude du CNRS s'appuyant sur une série de données couvrant la période 1971-2000. En 2020, Météo-France publie une typologie des climats de la France métropolitaine dans laquelle la commune est exposée à un climat océanique et est dans la région climatique  Normandie (Cotentin, Orne), caractérisée par une pluviométrie relativement élevée (850 mm/a) et un été frais (15,5 °C) et venté. Parallèlement le GIEC normand, un groupe régional d’experts sur le climat, différencie quant à lui, dans une étude de 2020, trois grands types de climats pour la région Normandie, nuancés à une échelle plus fine par les facteurs géographiques locaux. La commune est, selon ce zonage, exposée à un « climat contrasté des collines », correspondant au Bocage normand, bien arrosé, voire très arrosé sur les reliefs les plus exposés au flux d’ouest, et frais en raison de l’altitude.
Pour la période 1971-2000, la température annuelle moyenne est de 10,7 °C, avec une amplitude thermique annuelle de 12,5 °C. Le cumul annuel moyen de précipitations est de 965 mm, avec 14 jours de précipitations en janvier et 8,6 jours en juillet. Pour la période 1991-2020, la température moyenne annuelle observée sur la station météorologique la plus proche, située sur la commune de Saint-Hilaire-du-Harcouët à 19 km à vol d'oiseau, est de 11,5 °C et le cumul annuel moyen de précipitations est de 929,5 mm,. Pour l'avenir, les paramètres climatiques de la commune estimés pour 2050 selon différents scénarios d’émission de gaz à effet de serre sont consultables sur un site dédié publié par Météo-France en novembre 2022.

## Urbanisme

### Typologie
Au 1er janvier 2024, Saint-Laurent-de-Cuves est catégorisée commune rurale à habitat dispersé, selon la nouvelle grille communale de densité à sept niveaux définie par l'Insee en 2022.
Elle est située hors unité urbaine et hors attraction des villes,.

### Occupation des sols
L'occupation des sols de la commune, telle qu'elle ressort de la base de données européenne d’occupation biophysique des sols Corine Land Cover (CLC), est marquée par l'importance des territoires agricoles (92,8 % en 2018), en diminution par rapport à 1990 (94,5 %). La répartition détaillée en 2018 est la suivante : zones agricoles hétérogènes (54,1 %), prairies (38,7 %), forêts (5,5 %), zones urbanisées (1,7 %). L'évolution de l’occupation des sols de la commune et de ses infrastructures peut être observée sur les différentes représentations cartographiques du territoire : la carte de Cassini (XVIIIe siècle), la carte d'état-major (1820-1866) et les cartes ou photos aériennes de l'IGN pour la période actuelle (1950 à aujourd'hui).

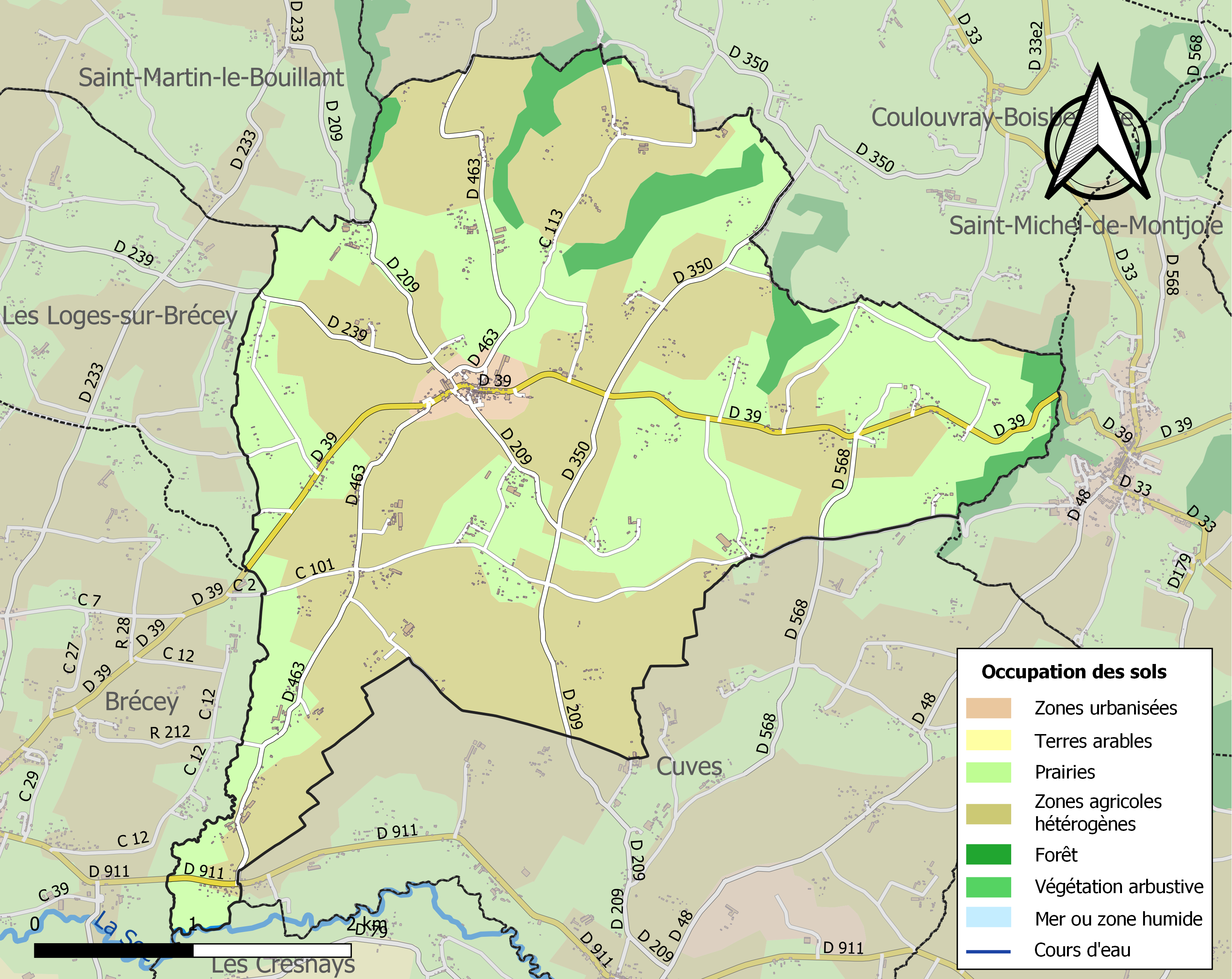
Carte des infrastructures et de l'occupation des sols de la commune en 2018 (CLC).

## Toponymie
Le nom de la localité est attesté sous la forme Sancto Laurentio de Cupis en 1369 et 1370.
La paroisse est dédiée à Laurent de Rome. Son martyre par le feu (il fut étendu sur un gril) inspira un culte à son égard destiné à guérir le zona (« feu Saint-Laurent »), en particulier à Saint-Laurent-de-Cuves.
Cuves est le nom de la commune voisine. Probablement de l'oïl « cuve », d'abord au pluriel, pour désigner des terrains en forme de cuvette. Il s'agit d'un dérivé du latin cupa, « vase, tonneau », et qui a pu avoir en toponymie le sens de « citerne, réserve d'eau ».
Le gentilé est Saint-Laurentais.

## Histoire
À la fondation de la collégiale de Mortain, Robert de Mortain ainsi que d'autres seigneurs donnèrent ce qu'ils possédaient sur la paroisse à la collégiale.

## Politique et administration
| Période                                  | Période   | Identité          | Étiquette | Qualité |
| ---------------------------------------- | --------- | ----------------- | --------- | --- |
| 1799                                     | 1815      | Denis Bazin       | SE        | Fabricant d'huile |
|                                          |           |                   |           | |
| 1937                                     | 1953      | Louis Jouault     |           | |
| 1953                                     | 1975      | Stanislas Bréhier |           | |
| 1975                                     | 1976      | Roger Bouteloup   |           | |
| 1977                                     | 1983      | Joséphine Olivier |           | |
| 1983                                     | mars 2008 | Louis Hamelin     | SE        | |
| mars 2008                                | En cours  | Franck Esnouf     | SE        | Charcutier Assistant parlementaire de Philippe Bas Président du SDIS (depuis 2021) Conseiller départemental (depuis 2021) |
| Les données manquantes sont à compléter. |           |                   |           | |

Le conseil municipal est composé de onze membres dont le maire et deux adjoints.

## Démographie
L'évolution du nombre d'habitants est connue à travers les recensements de la population effectués dans la commune depuis 1793. Pour les communes de moins de 10 000 habitants, une enquête de recensement portant sur toute la population est réalisée tous les cinq ans, les populations de référence des années intermédiaires étant quant à elles estimées par interpolation ou extrapolation. Pour la commune, le premier recensement exhaustif entrant dans le cadre du nouveau dispositif a été réalisé en 2006.
En 2022, la commune comptait 499 habitants, en évolution de +3,31 % par rapport à 2016 (Manche : −0,31 %, France hors Mayotte : +2,11 %).
Saint-Laurent-de-Cuves a compté jusqu'à 1 463 habitants en 1851.
| 1793  | 1800  | 1806  | 1821  | 1831  | 1836  | 1841  | 1846  | 1851  |
| ----- | ----- | ----- | ----- | ----- | ----- | ----- | ----- | ----- |
| 1 360 | 1 462 | 1 258 | 1 318 | 1 436 | 1 440 | 1 411 | 1 418 | 1 463 |

| 1856  | 1861  | 1866  | 1872  | 1876  | 1881  | 1886  | 1891  | 1896  |
| ----- | ----- | ----- | ----- | ----- | ----- | ----- | ----- | ----- |
| 1 296 | 1 235 | 1 227 | 1 143 | 1 175 | 1 130 | 1 115 | 1 092 | 1 024 |

| 1901 | 1906 | 1911 | 1921 | 1926 | 1931 | 1936 | 1946 | 1954 |
| ---- | ---- | ---- | ---- | ---- | ---- | ---- | ---- | ---- |
| 973  | 911  | 880  | 813  | 879  | 889  | 888  | 840  | 822  |

| 1962 | 1968 | 1975 | 1982 | 1990 | 1999 | 2006 | 2011 | 2016 |
| ---- | ---- | ---- | ---- | ---- | ---- | ---- | ---- | ---- |
| 760  | 713  | 602  | 527  | 491  | 481  | 497  | 484  | 483  |

| 2021 | 2022 | - | - | - | - | - | - | - |
| ---- | ---- | - | - | - | - | - | - | - |
| 493  | 499  | - | - | - | - | - | - | - |

## Lieux et monuments
- Église Saint-Laurent (reconstruite de 1894 à 1899) ; l'ancienne église romane a été détruite à l'exception de la tour. L'édifice abrite un reliquaire de saint Laurent et saint André du XVIe et un calice et sa patène du XVIIe classés au titre objet aux monuments historiques[42], ainsi que les statues de saint Lubin, saint Laurent du XVIIe et une verrière du XXe de Duhamel-Marette[35].
- Ancien presbytère près de l'église.
- Séminaire de la Garlière fondé en 1705 par Gabriel de La Robichonnière (1667-1743), prêtre de Saint-Laurent-de-Curves, afin de former les séminaristes pauvres et servir de maison de retraite pour des prêtres handicapés. En 1756 il a pour supérieur Jean Couarde (1729-1779), né à Saint-Léger, entré dans la congrégation des Eudistes, et supérieur des missionnaires de Basse-Normandie[43]. L'édifice est vendu à la Révolution comme bien national au citoyen Pichon-Peillonnière de Coulouvray, et est devenu depuis une exploitation agricole[35].
- Oratoire de l'ancien séminaire du XVIIIe siècle.
- Onze croix de chemin du XIIe au XIXe siècle dont la Croix de la Méancerie et son vieux tronc de fonte à une porte scellée au pied du fût de la croix.
- Le monument aux morts, situé à l'intersection de la rue Principale (RD 39) et de la rue des Écoles, à côté de l'église, est surmonté de la statue du Poilu au repos, réalisée par Étienne Camus.
- Ancien moulin.

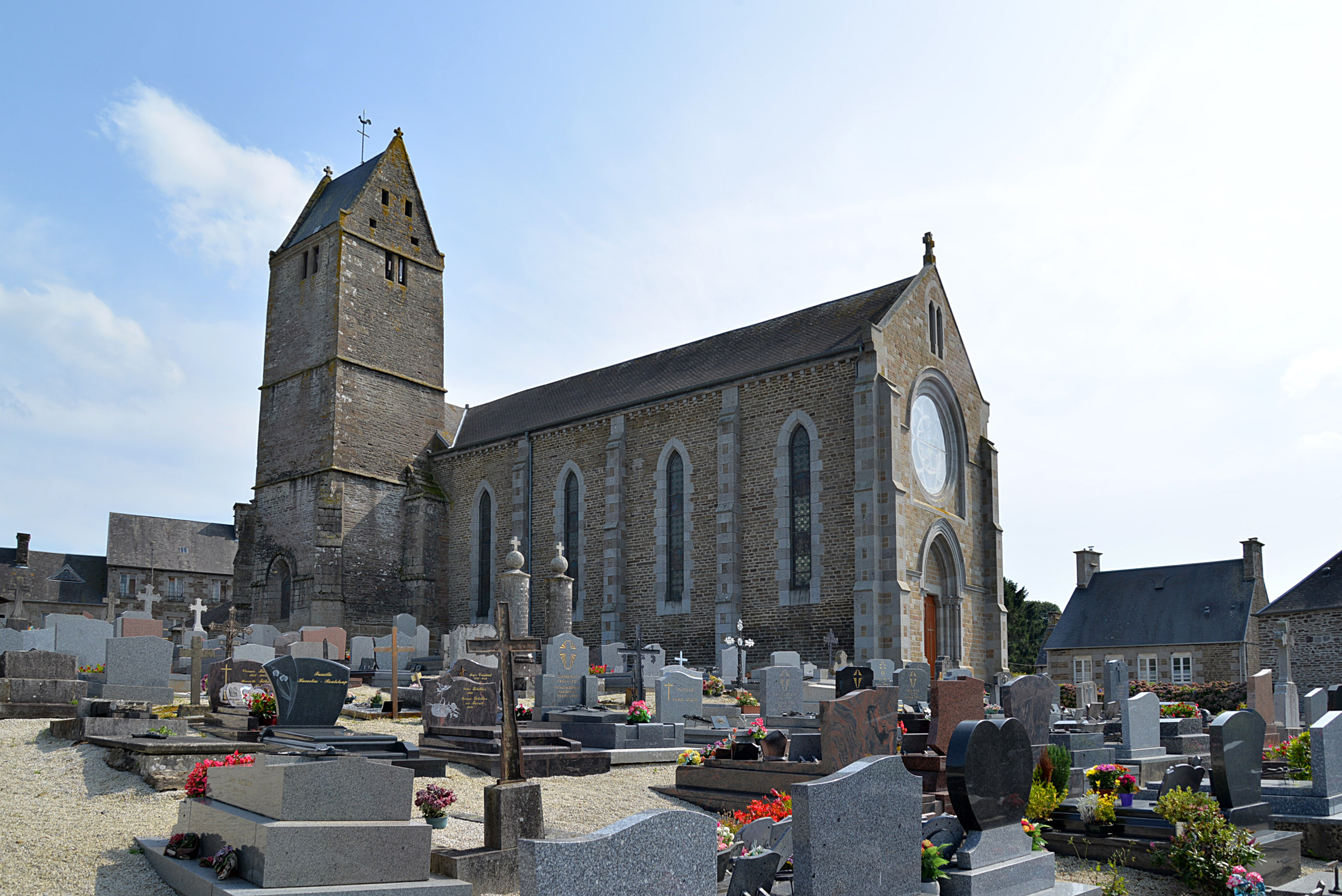
L’église Saint-Laurent.
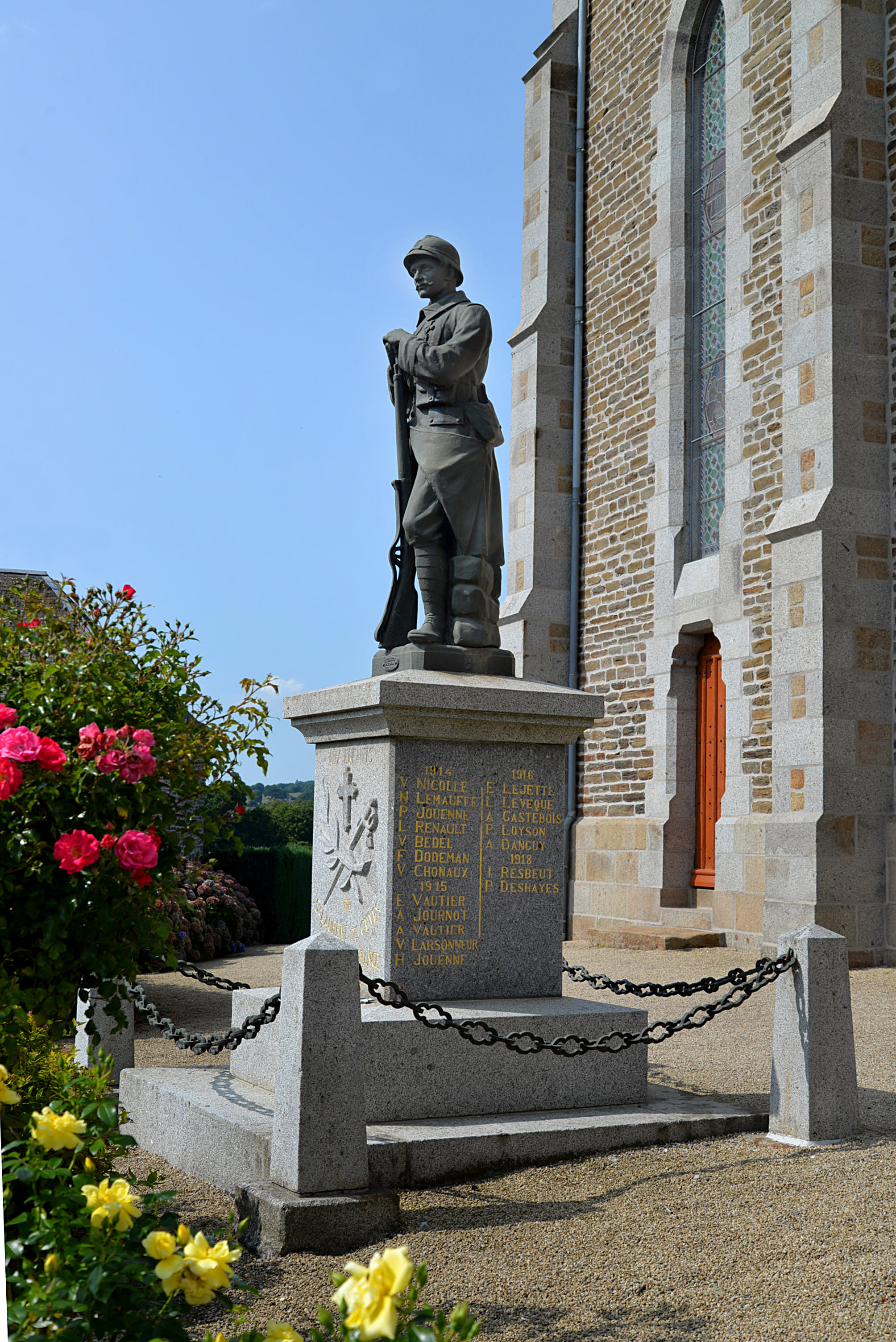
Le monument aux morts.

## Activité et manifestations
Depuis 2001, tous les ans à la Pentecôte se déroule le festival Papillons de nuit : trois jours, trente-quatre concerts et des dizaines de milliers de visiteurs.
En 2005, il y avait entre autres Luke et Les Cowboys Fringants ; en 2006, Iggy Pop and the Stooges ; en 2007, Renaud, Laurent Voulzy, Phoenix ; en 2008, The Hives, Babyshambles ; en 2010 Saez ; et en 2022 Macklemore . Le festival a été mis en place par Patrice Hamelin.